# Shakespears Sister
Le Shakespears Sister, originariamente Shakespear's Sister, è un gruppo musicale britannico, inizialmente formato dalla cantante e compositrice irlandese Siobhan Fahey, ex Bananarama, e dalla musicista statunitense Marcella Detroit. In seguito, con l'abbandono della Detroit, la formazione è divenuta praticamente un progetto solista portato avanti dalla sola Fahey, con il coinvolgimento di numerosi artisti della scena indie britannica.

## Storia
Il gruppo si è formato nel 1988, quando Siobhan Fahey ha lasciato le Bananarama, all'apice del successo, subito dopo aver ritirato, con le due ex compagne, l'illustre riconoscimento che le ha viste entrare nel Guinness dei primati come il gruppo femminile britannico di maggior successo della storia.
Il nome del duo deriva dal titolo dell'omonima canzone degli Smiths Shakespeare's Sister, che si riferisce, a sua volta, al saggio femminista di Virginia Woolf Una stanza tutta per sé (A Room of One's Own), in cui la Woolf sostiene che se William Shakespeare avesse avuto una sorella di pari genio, in qualità di donna, a quell'epoca, la poveretta non avrebbe avuto la possibilità di metterlo a frutto. Il nome ha perso la sua "e" finale quando un amico, che stava realizzando un logo per la Fahey, scrisse in modo errato il cognome di Shakespeare. Quanto all'apostrofo, invece, esso figura sulla copertina del primo album, Sacred Heart, dove il gruppo appare come Shakespear's Sister, ma è andato perduto, per semplice distrazione e noncuranza, seguendo l'onda cavalcata dalle canzoni di musica leggera verso la fine del XX secolo.
Le Shakespears Sister hanno pubblicato due album come duo, Sacred Heart, nel 1988,  e Hormonally Yours, nel 1992.
Il singolo Stay è il lavoro più famoso del gruppo, avendo raggiunto il Numero Uno nella classifica dei singoli sia nel Regno Unito (per otto settimane, una delle Numero Uno più durature nell'intera storia delle charts) sia in Irlanda. Si è trattato, allo stesso tempo, dell'entrata più alta nelle classifiche britanniche per la band e l'unica volta che le due ragazze sono riuscite a raggiungere la Top 5. Il singolo è stato anche il loro maggiore successo negli USA, salendo fino al Numero 4 nella Billboard Hot 100, nel 1992. Anche il videoclip che accompagnava la canzone, futuristico e gaio, ottenne un enorme successo, nonostante le controversie. Nel filmato, infatti, la Fahey raffigura la Morte e combatte con la Detroit per il destino del suo amante in fin di vita, in un'allegoria della vita e della morte che rispecchiava le proprie lotte interiori. Nonostante lo stile chiaramente fantascientifico, l'immaginario presentato nel video è stato considerato come una rappresentazione della stregoneria e della resurrezione dei morti, ed è stato conseguentemente bandito in Germania, il che non ha fatto altro che elevare il profilo, già di per sé piuttosto alto, della traccia.
Dopo un tour mondiale di un anno, andato avanti per tutto il 1992, la Fahey ha cancellato le altre date europee a causa di un esaurimento nervoso e fisico, facendosi ricoverare, subito dopo, di sua volontà, in un ospedale psichiatrico, a causa di una gravissima depressione.
Quando, alla fine del 1992, furono rese note le nomination per i BRIT Award del 1993, era chiaro ormai il notevole impatto che le Shakespears Sister avevano avuto sulla musica pop inglese. Le nomination comprendevano: miglior gruppo, miglior album, miglior video, miglior singolo e miglior artista femminile (per Siobhan, nonostante fosse irlandese di nascita). Comunque, tra tutte, l'unica che vinsero fu per il miglior video, attribuita a Stay, che fu votata soprattutto dal pubblico britannico.
Nel 1993, una delle canzoni preferite della Fahey, My 16th Apology, fu pubblicata come ulteriore singolo (il sesto) dal secondo album, ma non riuscì ad entrare nella Top 40 inglese. Subito dopo, agli Ivor Novello Awards di quell'anno, Siobhan annunciò lo scioglimento del gruppo, o meglio l'uscita di Marcella Detroit. Il progetto Shakespears Sister è stato quindi portato avanti dalla sola Fahey che, mantenendone il nome, nel 1994, ha registrato Prehistoric Daze, per la colonna sonora del film The Flintstones, e Waiting per il film con Sadie Frost e Jude Law Shopping.
Nel 1996, la Fahey è riaffiorata, re-inventandosi una nuova formula per Shakespears Sister di carattere più glam rock, con il singolo I Can Drive, in realtà selezionato come tale dalla casa discografica, contro la volontà della stessa Fahey, la cui scelta sarebbe invece caduta sul brano Do I Scare You, secondo lei molto più forte. Dopo il piazzamento del singolo al Numero 30, la London Records si è rifiutata di pubblicare l'intero album. La Fahey ha di conseguenza rotto con l'etichetta, lasciando l'album inedito. Quell'anno ha anche avuto luogo il suo divorzio da David A. Stewart, ex di Annie Lennox ed ex Eurythmics, che Siobhan aveva sposato nel 1987, poco prima di uscire dalle Bananarama. Nel 2003, dopo una lunga battaglia legale, la cantante è riuscita a rientrare in possesso dei master di quelle sessioni. L'album #3, registrato nel periodo 1995-1997, è stato finalmente stato pubblicato dall'etichetta personale della Fahey, la SF Records, nel 2004.
Alla fine del 2004, è uscita anche una raccolta retrospettiva in CD/DVD, The Best of Shakespears Sister, comprendente tutti i singoli e i video della band, oltre alle tracce registrate per l'album #3. Un'altra raccolta, Long Live the Queens!, che include una serie di remix, lati B e rarità varie, è stata immessa sul mercato alla fine del 2005. Nel 2009, è stato pubblicato l'album più recente del gruppo, Songs from the Red Room.

## Formazione
- Siobhan Fahey - voce
- Marcella Detroit - voce, chitarra, armonica

## Discografia parziale

### Demo
- 1989 - The History of Shakespear's Sister

### Album in studio
- 1989 - Sacred Heart
- 1992 - Hormonally Yours
- 2004 - #3
- 2009 - Songs from the Red Room

### Album dal vivo
- 2011 - Live 1992

### Raccolte
- 2004 - The Best of Shakespears Sister
- 2005 - Long Live the Queens!

### Singoli
- 1988 - Break My Heart (You Really)
- 1989 - Heroine
- 1989 - You're History - Run Silent (Run Deep)
- 1990 - Dirty Mind
- 1991 - Goodbye Cruel World
- 1992 - Stay (Shakespears Sister)|Stay
- 1992 - I Don't Care
- 1992 - Goodbye Cruel World
- 1992 - Hello (Turn Your Radio On)
- 1993 - My 16th Apology
- 1996 - I Can Drive
- 2009 - It's a Trip

## Videografia
- 1988 - Break My Heart
- 1988 - Heroine
- 1988 - Sacred Heart
- 1989 - You're History
- 1989 - Run Silent (Run Deep)
- 1990 - Dirty Mind
- 1991 - Goodbye Cruel World
- 1992 - Stay
- 1992 - I Don't Care
- 1992 - Catwoman
- 1992 - Hello (Turn Your Radio On)
- 1993 - My 16th Apology
- 1996 - I Can Drive
- 2009 - It's a Trip

## Riconoscimenti
BRIT Award
- 1993 - Miglior video per Stay